# Cueva de los números
La cueva de los números es un abrigo con representaciones rupestres localizado en el término municipal de Castellar de la Frontera, provincia de Cádiz (España). Pertenece al conjunto de yacimientos rupestres denominado arte sureño, muy relacionado con el arte rupestre del arco mediterráneo de la península ibérica.
El abrigo, formado por la erosión de roca arenisca, se encuentra situado en un valle tributario del Arroyo de Juan de Sevilla.
Este yacimiento rupestre es muy conocido por lugareños y visitantes y ha sufrido un gran proceso de deterioro desde antiguo como atestiguan las pintadas presentes, una de ellas con la fecha de la visita indica el año 1878. Aunque el historiador francés Henri Breuil en 1929 en su obra Rock paintings of Southern Andalusia. A description of a neolithic and copper age Art Group indicaba la presencia de inscripciones rupestres el arqueólogo alemán Uwe Topper en 1975 no encontró ya rastro de ellas.